# Ponte della Libertà
Ponte della Libertà – drogowy, dwujezdniowy o czterech pasach ruchu (bez pasów postojowych) most długości 3,85 km, we Włoszech, łączący Wenecję z Mestre na stałym lądzie.

## Historia
Projekt budowli został opracowany w 1931 przez Eugenio Miozziego. Most otworzył Benito Mussolini w 1933 jako Ponte Littorio. Do dziś obiekt jest jedyną drogową przeprawą do Wenecji, a właściwie do ogromnych parkingów na obrzeżach miasta – wjazd do centrum Wenecji nie jest możliwy samochodem. W końcówce II wojny światowej został przemianowany na obecną nazwę, jako manifestacja walki z dyktaturą faszystowską. 
Począwszy od września 2015 przez most kursują autobusy szynowe systemu translohr, łączące Piazzale Roma we właściwej Wenecji z częścią lądową – Mestre. 

## Równoległy most kolejowy
Obiekt jest równoległy do starszego mostu kolejowego, pochodzącego z 1846, który jest w ciągłym użyciu i też czasem (nieprawidłowo) bywa obdarzany tą samą nazwą.